# International Association for the Evaluation of Educational Achievement
Die International Association for the Evaluation of Educational Achievement (IEA) ist ein internationaler Verband für Bildungsforschung und Bildungsmonitoring.
Der Verein mit Sitz in Amsterdam wurde 1958 gegründet und veranstaltet Schulleistungsuntersuchungen wie TIMSS und PIRLS/IGLU; außerdem Assessment-Studien, so z. B. Groß-Projekte wie COMPED (Computers in Education) und SITES (Second International Technology in
Education Study). Die dafür entwickelte Methodologie hat auch die von der OECD durchgeführten PISA-Studien geprägt.

## Internationale Teilnahmen
Deutschland hat sich an vielen Studien der IEA beteiligt oder mit ihr durchgeführt: Berlin-Studie 2010, EVIK, FIPS+, KWIK., die International Civic and Citizenship Education Study 2016 (NRW).
Österreich hat sich bisher an zwei IEA-Studien beteiligt: COMPED (HAIDER 1994) und TIMSS (HAIDER 1996).